# Stanley A. Kochanek
Stanley A. Kochanek (* 10. Mai 1934 in Bayonne, New Jersey; † 2. Mai 2010 in Chevy Chase, Maryland) war ein US-amerikanischer Politikwissenschaftler und Hochschullehrer.

## Leben und Wirken
Stanley A. Kochanek studierte Politikwissenschaft an der Rutgers University und erwarb dort den Bachelor- und Magistergrad. Seine Promotion erfolgte 1963 an der University of Pennsylvania. Zwischen seiner Studentenzeit und der Promotion diente Kochanek längere Zeit als Soldat bei der U.S. Army. Im Jahre 1963 begann er seine Hochschullehrertätigkeit an der Pennsylvania State University, zunächst als Assistenzprofessor. 2001 trat er dann als ordentlicher Professor für Politikwissenschaft in den Ruhestand.
Seit Beginn seiner akademischen Karriere beschäftigte sich Stanley A. Kochanek intensiv mit Politik und Gesellschaft in Südasien, vor allem in Indien, Pakistan und Bangladesh und publizierte hierüber. Mehrmals hielt er sich in diesen Ländern zu Forschungszwecken und Interviews auf.

## Veröffentlichungen (Auswahl)
Monographien
- The Congress Party of India. The dynamics of a one-party democracy. Princeton University Press, Princeton, NJ 1968.
- Business and politics in India. University of California Press, Berkeley 1974.
- Interest groups and development. Business and politics in Pakistan. Oxford University Press, Delhi 1983, ISBN 0-19-561467-4.
- (mit Robert L. Hardgrave): India. Government and politics in a developing nation. 5. Aufl. Harcourt Brace Jovanovich College Publishers, Forth Worth/London 1993, ISBN 0-15-500384-4.
- Patron-client politics and business in Bangladesh. Sage, New Delhi/Thousand Oaks 1993, ISBN 81-7036-371-3.

Aufsätze
- The Indian National Congress. The distribution of power between party and government. In: The journal of Asian studies, Bd. 25 (1966), S. 681–697.

- Post-Nehru India. The emergence of the new leadership. In: Asian Survey, Bd. 6 (1966), S. 288–299.

- Political recruitment in the Indian National Congress. The fourth general election. In: Asian Survey, Bd. 7 (1967), S. 292–304.

- The relation between social background and attitudes of Indian legislators. In: Journal of Commonwealth political studies, Bd. 6 (1968), S. 34–53.

- Interest groups and interest aggregation. Changing patterns of oligarchy in the FICCI. In: Economic & political weekly (Mumbai), Bd. 5 (1970), S. 1291–1308.
- The Indian political system. In: Robert N. Kearney (Hrsg.): Politics and modernization in South and Southeast Asia. Schenkman Publ., Cambridge, Mass. 1975, S. 39–107, ISBN 0-470-46232-9.

- India's changing role in the United Nations. In: Pacific Affairs, Bd. 53 (1980), S. 48–68.
- United States expropriation policy and South Asia. A case study in policy implementation. In: Lloyd I. Rudolph (Hrsg.): The regional imperative. The administration of US foreign policy towards South Asian states under presidents Johnson and Nixon. Concept Publ. Company, New Delhi 1980, S. 283–312.
- Regulation and liberalization theology in India. In: Asian Survey, Bd. 26 (1986), S. 1284–1308.
- Briefcase politics in India. In: Asian Survey, Bd. 27 (1987), S. 1278–1301.
- Politique, entrepreneurs et developpement au Pakistan ou au Bangladesh. In: Revue tiers monde, Bd. 31 (1990), S. 921–938.
- The transformation of interest politics in India. In: Pacific Affairs, Bd. 68 (1995/96), S. 529–550.
- The rise of interest politics in Bangladesh. In: Asian Survey, Bd. 36 (1996), S. 704–722.
- Interest politics in Pakistan. The growing power of business. In: Journal of South Asian and Middle Eastern studies, Bd. 20 (1997), S. 46–71.
- Bangladesh in 1996. The 25th year of independence. In: Asian Survey, Bd. 37 (1997), S. 136–142.
- Bangladesh in 1997. The honeymoon is over. In: Asian Survey, Bd. 38 (1998), S. 135–141.
- Governance, Patronage, Politics, and Democratic Transition in Bangladesh. In: Asian Studies, Bd. 40 (2000), S. 530–550.
- Corruption and criminalization of politics in South Asia. In: Paul R. Brass (Hrsg.): Routledge handbook of South Asian politics. Routledge, London 2010, S. 364–381, ISBN 978-0-415-71649-9.